# Wapen van Martinique

Wapen van Martinique

Het wapen van Martinique, een Frans overzees departement in de Caraïbische Zee, is een schild met daarop vier blauwe vlakken, waarop witte slangen zijn afgebeeld.
Het wapenschild van Martinique is ontworpen op 4 augustus 1766. Het bestaat uit 4 azuurblauwe vlakken die gescheiden zijn van elkaar door een zilveren kruis en die elk een slang bevatten in de vorm van een "L". Dit is omdat Martinique afhankelijk was van Sint-Lucia en Sint-Lucia was een kolonie van Groot-Brittannië.

## Beschrijving
Het wapen van Martinique (alsmede de oude slangenvlag van Martinique) lijkt sterk op de oude Franse handelsvlag. De L-vorm van de slang staat voor Saint Lucia (die gebruik maakte van dezelfde vlag en hetzelfde schild). De slangen zijn Groefkopadders, een soort giftige slang die voorkomt op het eiland.

## Kritiek
Er is veel kritiek op dit wapen. Een lokale politieke partij, de Mouvement des Démocrates et des Ecologistes pour une Martinique Indépendante, meent dat dit schild een vorm van racisme is, aangezien het vroeger werd gebruikt als vlag op schepen die slaven vervoerde.
Antigua en Barbuda · Aruba · Bahama's · Barbados · Belize · Canada · Costa Rica · Cuba · Curaçao · Dominica · Dominicaanse Republiek · El Salvador · Grenada · Guatemala · Haïti · Honduras · Jamaica · Mexico · Nicaragua · Panama · Saint Kitts en Nevis · Saint Lucia · Saint Vincent en de Grenadines · Sint Maarten · Trinidad en Tobago · Verenigde Staten
Afhankelijke gebieden

Amerikaanse Maagdeneilanden · Anguilla · Bermuda · Britse Maagdeneilanden · Groenland · Guadeloupe · Kaaimaneilanden · Martinique · Montserrat · Navassa · Puerto Rico · Saint-Pierre en Miquelon · Turks- en Caicoseilanden